# Mezoglea
Mezoglea je rosolovitá vrstva u láčkovců mezi ektodermem a entodermem; nacházejí se v ní rozmnožovací buňky a fagocytující buňky.

## Složení
Mezoglea je tvořena převážně z vody. Kromě vody se mezoglea skládá z několika látek včetně vláknitých proteinů, jako je kolagen a heparan sulfát proteoglykany. Mezoglea je většinou acelulární, ale jak v houbovcích, tak v žahavcích mezoglea obsahuje svalové svazky a nervová vlákna. Jiné nervové a svalové buňky leží těsně pod epiteliálními vrstvami. Mezoglea také obsahuje putující amébocyty, které hrají roli při fagocytování buněčných zbytků a bakterií. Tyto buňky také bojují proti infekcím produkcí antibakteriálních chemikálií.